# Bret Garnett
Bret Garnett (Honolulu, 2 luglio 1967) è un ex tennista statunitense.

## Carriera
In carriera ha vinto un titolo di doppio, il Washington Open 1992, in coppia con il connazionale Jared Palmer. Nei tornei del Grande Slam ha ottenuto il suo miglior risultato raggiungendo i quarti di finale di doppio agli Australian Open nel 1993, in coppia con il connazionale T. J. Middleton.

## Statistiche

### Doppio

#### Vittorie (1)
| Numero | Anno           | Torneo                      | Superficie | Compagno     | Avversari in finale    | Punteggio |
| 1.     | 19 luglio 1992 | Washington Open, Washington | Cemento    | Jared Palmer | Ken Flach Todd Witsken | 6-2, 6-3  |

### Doppio

#### Finali perse (3)
| Numero | Anno            | Torneo                                         | Superficie  | Compagno         | Avversari in finale            | Punteggio     |
| 1.     | 12 maggio 1991  | U.S. Men's Clay Court Championships, Charlotte | Terra rossa | Greg Van Emburgh | Rick Leach Jim Pugh            | 3-6, 6-2, 3-6 |
| 2.     | 27 ottobre 1991 | Philips Open, Guarujá                          | Cemento     | Todd Nelson      | Jacco Eltingh Paul Haarhuis    | 3-6, 5-7      |
| 3.     | 10 maggio 1992  | U.S. Men's Clay Court Championships, Charlotte | Terra rossa | Jared Palmer     | Steve DeVries David Macpherson | 4-6, 6-7      |